# Kinesisk nötkråka
Kinesisk nötkråka (Nucifraga hemispila) är en fågelart i familjen kråkfåglar inom ordningen tättingar. Den kategoriserades tidigare som en del av nötkråkan (Nucifraga caryocatactes), men urskiljs allt oftare som egen art. 

## Utseende och läten
Kinesisk nötkråka är en medelstor (33 cm) kråkfågel med kort stjärt, breda vingar, stor och kraftig näbb samt vitfläckigt brun fjäderdräkt. Den är mycket lik nötkråkan, men har mycket mindre vitt på rygg och undersida, mycket mörkare hjässa, avsaknad av vita stjärtspetsar men istället helvita yttre stjärtpennor samt längre stjärt. Även det kraxande lätet skiljer sig, genom att vara mycket långsammare.
Även kashmirnötkråkan, fram tills nyligen också behandlad som en del av nötkråkan, är mycket lik. Denna är dock vitprickig över hela kroppen utom hjässan, har ännu längre stjärt och har mörkare brun grundfärg.

## Utbredning och systematik
Fågeln delas in i fyra underarter med följande utbredning:
- Nucifraga hemispila hemispila – Himalaya från västra Himachal Pradesh (Chambal) öster och söder om Pir Panjal till Nepal och norra Indien (Darjeeling)
- Nucifraga hemispila macella – östra Himalaya från östra Nepal och Sikkim österut till nordöstra Indien (Arunachal Pradesh), norra Myanmar samt södra och centrala Kina (Qinlingbergen i södra Shaanxi och nordvästra Hubei söderut genom Sichuan till sydöstra Xizang och Yunnan)
- Nucifraga hemispila interdicta – östra Kina (sydvästra Liaoning söderut till Shanxi, norra Hebei och Henan
- Nucifraga hemispila owstoni – Taiwan

### Artstatus
Tidigare inkluderades kinesisk nötkråka i nötkråkan, men BirdLife International och IUCN urskiljer den dock som egen art sedan 2016 baserat på skillnader i utseende och läte. Efter studier från 2022 som även visar på tydliga genetiska skillnader urskiljer BirdLife Sverige den också som egen art. Tongivande IOC följde efter 2024.

## Levnadssätt
Kinesisk nötkråka förekommer i bergsbelägen barrskog och blandskog med inslag av rhododendron. Huvudfödan består av nötter och frön, framför allt tallfrön. Fågeln häckar mellan februari och juli i västra Himalaya, längre österut huvudsakligen i april-maj.

## Status och hot
Arten har ett stort utbredningsområde och en stor population, men tros minska i antal, dock inte tillräckligt kraftigt för att den ska betraktas som hotad. Internationella naturvårdsunionen IUCN kategoriserar därför arten som livskraftig (LC).